# Evander da Silva Ferreira
Evander da Silva Ferreira, más conocido como Evander, (Río de Janeiro, 9 de junio de 1998) es un futbolista brasileño que juega de centrocampista en el F. C. Cincinnati de la Major League Soccer.

## Trayectoria
Evander comenzó su carrera en el Vasco da Gama, club de la Serie B brasileña, con el que consiguió el ascenso en 2016 a la Serie A brasileña. En las dos temporadas que jugó en la máxima categoría del fútbol brasileño tuvo poca continuidad.

### Midtjylland
En 2018 fichó por el F. C. Midtjylland de la Superliga de Dinamarca, en calidad de cedido, aunque en enero de 2019 se hicieron con su pase definitivo.
En su primera temporada en Dinamarca ganó la Copa.

## Selección nacional
Evander fue internacional sub-15 y sub-17 con la selección de fútbol de Brasil.

## Clubes
| Club                       | País           | Año       |
| -------------------------- | -------------- | --------- |
| C. R. Vasco da Gama        | Brasil         | 2016-2019 |
| F. C. Midtjylland (cedido) | Dinamarca      | 2018-2019 |
| F. C. Midtjylland          | Dinamarca      | 2019-2022 |
| Portland Timbers           | Estados Unidos | 2023-2025 |
| F. C. Cincinnati           | Estados Unidos | 2025-     |

## Palmarés

### Títulos nacionales
| Título                 | Club              | País      | Año  |
| ---------------------- | ----------------- | --------- | ---- |
| Copa de Dinamarca      | F. C. Midtjylland | Dinamarca | 2019 |
| Superliga de Dinamarca | F. C. Midtjylland | Dinamarca | 2020 |
| Copa de Dinamarca      | F. C. Midtjylland | Dinamarca | 2022 |